# Estação Begoña
Begoña é uma estação da Linha 10 do Metro de Madrid (Espanha), no distrito do Fuencarral-El Pardo.